# Primiano di Ancona
Primiano (fl. III secolo) fu vescovo di Ancona, venerato come santo e martire dalla Chiesa cattolica che lo ricorda il 23 febbraio.

## Biografia
Nel 1376 una donna disse di averlo sognato, indicandole di essere sepolto nella chiesa di Santa Maria in Turriano, vicino al porto di Ancona. La tomba fu scoperta proprio nel punto indicato dalla donna e venne ricostruita la chiesa, dando nuova sepoltura al corpo del santo; assieme alla tomba, fu rinvenuta l'iscrizione: "Hic requiescit corpus beati Primiani episcopi, qui fuit graecus" - "Qui riposa il corpo del beato vescovo Primiano, che fu un greco".
Viene considerato da alcuni storici il protovescovo di Ancona, benché non vi siano certezze storiche; altri invece lo escludono, in quanto considerato un vescovo greco, morto o fuggito dall'Oriente, e che ebbe sepoltura sicura nella città marchigiana.